# Cerodrillia bealiana
Cerodrillia bealiana är en snäckart som beskrevs av Jeanne Sanderson Schwengel och McGinty 1942. Cerodrillia bealiana ingår i släktet Cerodrillia och familjen Drilliidae. Inga underarter finns listade i Catalogue of Life.